# Wilhelm Wernicke
Wilhelm Wernicke (* 14. April 1882; † 1967) war ein deutscher Sportfunktionär. Er wirkte zwischen 1909 und 1946 viermal als Vereinspräsident von Hertha BSC.

## Biografie
Wernicke amtierte zwischen 1909 und dem 27. Juni 1933 mit zwei kurzen Unterbrechungen – durch Emil Schlag (August 1927 bis 28. Juni 1928 und 4. Juli 1929 bis 5. November 1930) – insgesamt 22 Jahre lang als Präsident von Hertha BSC. In seine Amtszeit fallen die sportlich erfolgreichsten Jahre des Vereins, die Berliner wurden zwischen 1926 und 1929 viermal in Folge deutscher Vizemeister und gewannen 1930 und 1931 die einzigen deutschen Meistertitel der Vereinsgeschichte. Wernicke sah sich als langjähriges SPD-Mitglied und Gewerkschafter aus Wedding nach der Machtergreifung gezwungen, in den Hintergrund zu treten, sodass Hans Pfeiffer ins Präsidentenamt berufen wurde. Er galt jedoch auch während der Zeit des Nationalsozialismus als „Strippenzieher“ des Vereins und stand für die Spieler als Ansprechpartner zur Verfügung. Während des Zweiten Weltkriegs versandte Wernicke an die Vereinsmitglieder an der Front wöchentlich einen Brief mit der Berliner Fußballwoche. Vom 1. August 1945 bis zum 1. August 1946 übernahm Wernicke erneut das Amt des Vereinspräsidenten der Hertha.
Seit 2020 vergibt die Hertha BSC Stiftung den „Wilhelm Wernicke Preis“ an regionale Initiativen und Projekte der Kinder- und Jugendhilfe.